# Antoni Kaliński

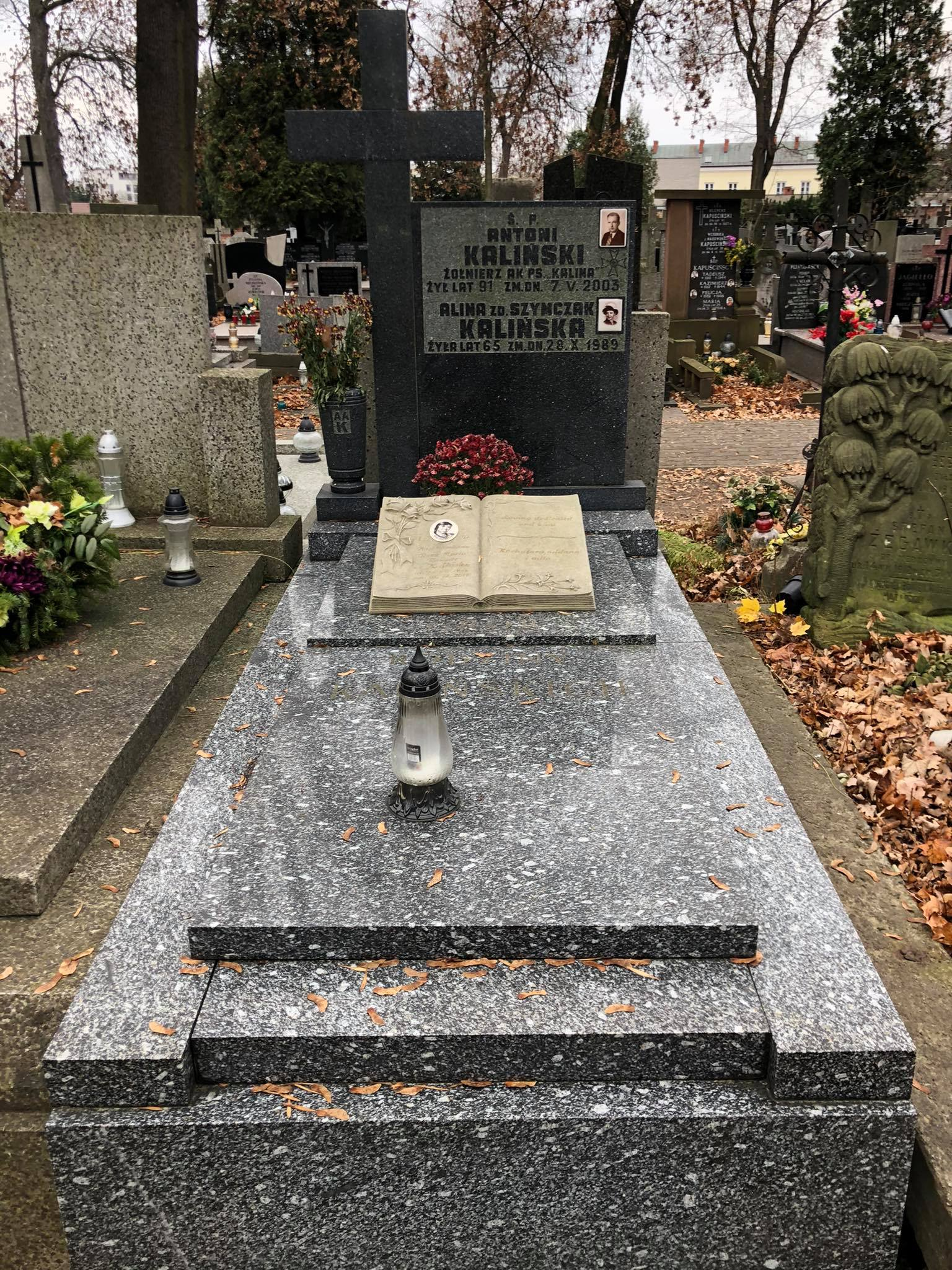
Grób Antoniego Kalińskiego na cmentarzu Bródnowskim

Antoni Kaliński (ur. 18 kwietnia 1912 w Sarbiewie, zm. 7 maja 2003 w Warszawie) – podchorąży Wojska Polskiego, podporucznik Armii Krajowej.

## Życiorys
Syn Adama Kalińskiego i Heleny z domu Jaroszewskiej. W stopniu podchorążego walczył podczas kampanii wrześniowej. Działał w konspiracji, początkowo w Związku Walki Zbrojnej, następnie w Armii Krajowej, w Zgrupowaniu Żmija w plutonie 225 dowodzonym przez Jerzego Wróbla „Stefana”. Działał w komitecie blokowym przy ulicy Piusa X 40, który podlegał Państwowemu Korpusowi Bezpieczeństwa m.st. Warszawy Delegatury Rządu na Kraj. Uczestnik powstania warszawskiego, w stopniu podporucznika walczył w Śródmieściu Południowym, był dowódcą plutonu 3 kompanii Zgrupowania Gurt.
Pochowany na cmentarzu Bródnowskim (kw. 8C, rząd II, grób 23).

## Odznaczenia
- Warszawski Krzyż Powstańczy;
- Krzyż Armii Krajowej;
- Krzyż Oficerski Orderu Odrodzenia Polski.